# The Journal of Religion
The Journal of Religion è una rivista accademica di studi religiosi edita dalla University of Chicago Press, fondata nel 1882 come The American Journal of Theology.  
The Journal of Religion ospita articoli scientifici inerenti a tutti gli ambiti degli studi religiosi.